# António de Monroy
António de Monroy (Querétaro, (México), 6 de julho de 1634 – Santiago de Compostela, Espanha, 7 de novembro de 1715. Foi membro da Ordem dos Pregadores (dominicanos), bispo de Michoacán em 1680 e arcebispo de Santiago de Compostela entre 1685 e 1715.
Estudou no Colégio de Cristo da Cidade do México, onde estudou filosofia, tendo entrado na Ordem dos Pregadores em 1654. Obteve o grau de doutor em teologia na academia mexicana, onde se tornou professor. Foi para Roma, tratar de assuntos da sua província, após servir como reitor do Colégio de Portaceli e prior do principal convento da sua ordem no México.
Durante a sua estadia, o Mestre Geral Juan Tomás de Rocaberti foi indicado como arcebispo de Valência em 1677 e Monroy, por sugestão do Papa Inocêncio XI foi eleito seu sucessor, lugar que ocupou por nove anos. Em 1680 foi indicado para bispo de Michoacán, cargo que abandonaria no mesmo ano. Em 1685 o rei nomeou-o arcebispo de Santiago de Compostela, cargo que desempenhou por 30 anos, 20 deles paralítico, tendo fundado várias instituições de apoio aos mais desfavorecidos. O rei Carlos II nomeou-o capelão real, Grande de Espanha e membro do Conselho Privado.
Monroy foi o primeiro não europeu a ser mestre-geral dos dominicanos. Escreveu “Laudatio funebris ad regias Philipi IV. Magni Hispan. Regis et Indiar. Imperatoris Exequias” (Mexico, 1667) e diversas outras obras sobre assuntos eclesiásticos.